# Liste des pays ayant changé de nom à partir du XXe siècle

Cet article recense les pays qui ont changé de nom depuis le XXe siècle.

## Liste
Dans cette liste, les pays sont rangés par ordre alphabétique du nouveau nom du pays.
| Nom actuel        | Forme longue                                    | Ancien nom         | Ancienne forme longue                                                 | Date du changement | Cause du changement |
| ----------------- | ----------------------------------------------- | ------------------ | --------------------------------------------------------------------- | ------------------ | --- |
| Bangladesh        | République populaire du Bangladesh              | Pakistan oriental  | Aucune                                                                | 1971               | Accès à l'indépendance à la suite de la guerre de libération du Bangladesh. |
| Congo (Kinshasa)  | République démocratique du Congo                | Zaïre              | République du Zaïre                                                   | 1997               | Renversement du pouvoir totalitaire dirigé par Joseph Mobutu. |
| Eswatini          | Royaume d’Eswatini                              | Swaziland          | Royaume du Swaziland                                                  | 2018               | Le roi Mswati III annonce que le pays reprend son nom d'origine d'avant la colonisation pour les 50 ans de l’indépendance du pays. Eswatini signifiant « le pays des Swazis » en langue swati, Swaziland était donc un nom hybride entre l’anglais et la langue nationale. |
| Macédoine du Nord | République de Macédoine du Nord                 | Macédoine          | République de Macédoine / Ancienne république yougoslave de Macédoine | 2019               | La Grèce a demandé que le pays change de nom car elle possédait déjà une région qui s'appelle Macédoine. |
| Myanmar           | République de l'Union de Myanmar                | Birmanie           | République de l'Union du Birmanie                                     | 1989               | Instauration d'une junte militaire non reconnue internationalement,. |
| Samoa             | État indépendant des Samoa                      | Samoa occidentales | État indépendant des Samoa occidentales                               | 1992               | Ce changement de nom manifeste la volonté de représenter l'ensemble de l'archipel en incluant les Samoa américaines voisines. |
| Sri Lanka         | République démocratique socialiste du Sri Lanka | Ceylan             | Dominion de Ceylan                                                    | 1972               | Le dominion de Ceylan a obtenu son indépendance le 4 février 1948 en tant que monarchie constitutionnelle. En mai 1972, sous l'impulsion de la Première ministre Sirimavo Bandaranaike, le pays adopte une nouvelle Constitution qui proclame la république et change son nom en Sri Lanka. |
| Tchéquie          | République tchèque                              | République tchèque | Aucune                                                                | 2016               | Le gouvernement tchèque décide de privilégier la forme courte du nom du pays à la forme longue ; tandis qu'en Tchéquie même, les deux formes étaient utilisées de façon relativement interchangeables, à l'étranger, c'était la forme longue qui prédominait,. Le 5 juillet 2016, l'Organisation des Nations unies enregistre le nom court Tchéquie dans les Directives toponymiques du GENUNG. |

## Complément
Cette liste complémentaire liste les pays dont seules les formes longues des noms ont changé.
| Nom actuel     | Forme longue                   | Ancien nom     | Ancienne forme longue              | Date du changement | Raison du changement |
| -------------- | ------------------------------ | -------------- | ---------------------------------- | ------------------ | --- |
| Afghanistan    | Émirat islamique d'Afghanistan | Afghanistan    | République islamique d'Afghanistan | 2021               | Prise du pouvoir par les Talibans et fin de la guerre d'Afghanistan. |
| Afrique du Sud | République d'Afrique du Sud    | Afrique du Sud | Union d'Afrique du Sud             | 1961               | Proclamation de la république à la suite du référendum sud-africain de 1960. |
| Chine          | République populaire de Chine  | Chine          | République de Chine                | 1949               | Mise en place d'un régime communiste, Taïwan est ce qu'il reste de la république de Chine aujourd'hui.                                                                                    |
| Hongrie        | Aucune                         | Hongrie        | République de Hongrie              | 2012               | La Loi fondamentale, approuvée par l'Assemblée nationale en 2011, fait disparaître le terme « république de Hongrie », au profit de la seule « Hongrie ».                                 |
| Irlande        | Aucune                         | Irlande        | État libre d'Irlande               | 1937               | En 1937, la nouvelle Constitution de l'Irlande remplace la Constitution de l'État libre d'Irlande de 1922 qui change de nom : il devient « Éire » en irlandais et « Ireland » en anglais. |

## Pour approfondir